# Hoplophryninae
Hoplophryninae – podrodzina płazów bezogonowych z rodziny wąskopyskowatych (Microhylidae). 

## Zasięg występowania
Podrodzina obejmuje gatunki występujące w górach Usambara, Uluguru, Nguru i Magrotto w Tanzanii.

## Podział systematyczny
Do podrodziny należą następujące rodzaje:
- Hoplophryne Barbour & Loveridge, 1928
- Parhoplophryne Barbour & Loveridge, 1928 – jedynym przedstawicielem jest Parhoplophryne usambarica Barbour & Loveridge, 1928